# Беквичия ледниковая
Бекви́чия леднико́вая, или Беквичия ледяная, или Беквисия ледниковая (лат. Beckwithia glacialis) — вид многолетних травянистых растений рода Беквичия (Beckwithia) семейства Лютиковые (Ranunculaceae).

## Название
Этот вид нередко рассматривают в составе рода Лютик (Ranunculus), в этом случае правильным названием вида будет Ranunculus glacialis L. (1753) — Лютик ледниковый.
В синонимику вида входят следующие названия:
- Oxygraphis gelidus O.Schwarz (1949)
- Oxygraphis vulgaris Freyn (1887) — Оксиграфис обыкновенный[1]
- Ranunculus gelidus Hoffmanns. ex Rchb. (1832), nom. inval.

## Распространение и экология
Типичными местами произрастания беквичии ледниковой являются увлажнённые районы с прореженной растительностью — каменистые россыпи, влажные осыпи, скалы, берега горных рек и ручьёв.
Вид распространён в арктическом, альпийском и субальпийском поясах. На территории России ареал беквичии ледниковой ограничен возвышенностями Мурманской области — Хибинами и Ловозерскими тундрами. Вне России встречается в Скандинавии, Гренландии, Исландии, на Фарерских островах и в южной части Шпицбергена.

## Ботаническое описание
Представляет собой небольшое травянистое растение с длиной стебля от 5 до 15 сантиметров и с 1—4 глубоко рассечёнными блестящими листьями. Относительно крупные цветки диаметром до 2,5 сантиметров с пятью чашелистиками. Цвет лепестков меняется от белого в начале периода цветения до розового или красного. Цветки чаще одиночные, однако количество их на одном стебле может достигать 2-3. Толстое корневище со множеством придаточных корней. Ядовитое растение.
Период цветения приходится на летние месяцы, плодоношение — на август. Плод — многоорешек.
Число хромосом: 2n = 16.

## Значение и применение
Летом листья и цветки охотно поедаются северным оленем (Rangifer tarandus).

## Вопросы охраны
Беквичия ледниковая занесена в Красную книгу России в категорию «3 — редкий вид» и в Красную книгу Мурманской области в категорию «2 — уязвимые виды» (редкие с сокращающейся численностью). Основными лимитирующими факторами являются: ограниченный ареал вида, горные разработки и несакционированный сбор в букеты. На территории Мурманской области охраняется на территории памятника природы «Юкспоррлак» и культивируется в ПАБСИ в Кировске.